# Émile Bernard

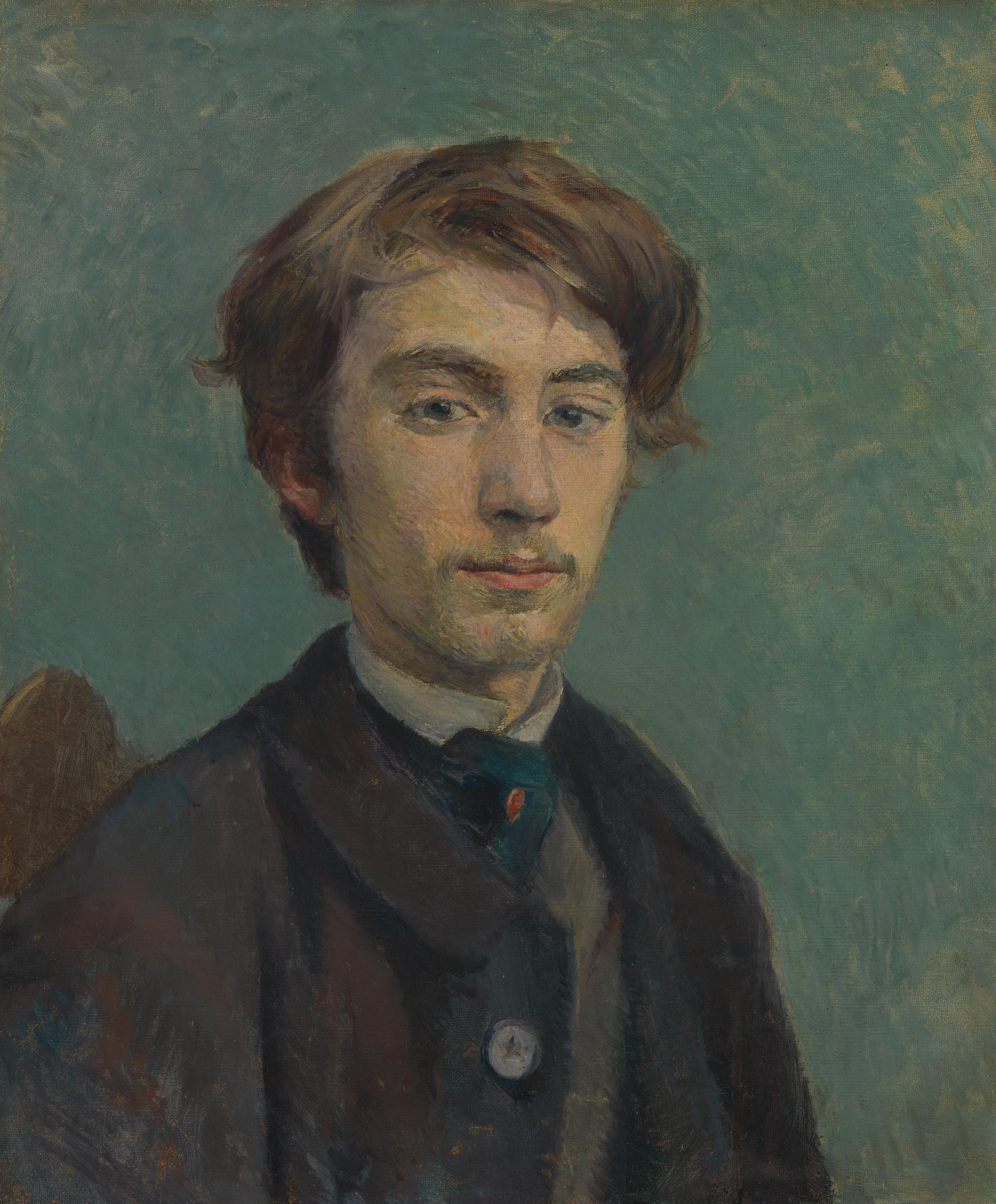
Émile Bernard pintado por Toulouse-Lautrec.

Émile Bernard (Lille, Alta Francia; 28 de abril de 1868-París, 16 de abril de 1941) fue un pintor postimpresionista francés.

## Biografía
Comenzó sus estudios en la Escuela de Bellas Artes, haciéndose amigo de artistas como Louis Anquetin y Henri de Toulouse-Lautrec. Se unió al Atelier Cormon en París en 1884 donde experimentó con el impresionismo y el puntillismo. 
Después de que le suspendieran en la École des Beaux-Arts por insubordinación, viajó por Bretaña, donde quedó enamorado de la tradición y el paisaje. Teorizó sobre un estilo de pinturas de formas coloreadas separadas por contornos oscuros, lo que fue conocido como cloisonismo. El  cloisonismo fue el nombre con el que bautizó Edouard du Jardin en la Revue Indépendent de París el nuevo estilo que había ideado Bernard junto a su amigo Louis Anquetin (1861-1932). Fue a raíz de la participación de Anquetin en 1988 en Bruselas (Los XX) y en el Salón de los Independientes en París.
Con tan solo 18 años, Émile Bernard pinta a su hermana Madeleine, con influencia de Cézanne, pero al año siguiente desarrolla teórica y prácticamente un nuevo estilo que será revolucionario para el arte moderno. Sobre todo porque en ese año iban a juntarse en Pont-Avent Gauguin y Van Gogh, quienes trabaron sincera amistad con el joven Bernard. Primero fue Gauguin, quien envió a Van Gogh, que estaba en Arlés, al sur de Francia, un autorretrato, con un retrato en la pared de Bernard; igualmente Bernard envió a Van Gogh su autorretrato junto a un esquemático retrato de Gauguin en la pared.
Durante los años de 1887 y 1888 Bernard realiza una serie de pinturas influidas por la estampa japonesa, que contornea las formas con líneas negras, dejando el interior con colores casi planos y muy vivos, con grandes espacios monocromáticos en el paisaje y las figuras sin sombra. Pinturas de 1888 son La cosecha o  El trigo negro, esta última copiada por Van Gogh, asombrado por la invención de su amigo.
Aunque ampliamente documentada esta influencia sobre Gauguin, este tuvo la desfachatez de defender durante toda su vida que la invención fue suya y no de Bernard, 20 años más joven.
En 1897 evoluciona su estilo, abandonando el cloisonismo dando lugar a un periodo azul, de amplia influencia, sobre todo en el joven Picasso. En estos años de fin de siglo viajará a Egipto, España e Italia, reflejándose en los temas que pintaba.
Hacia 1912, se adelanta a la vuelta al orden de las artes en París, después de la Primera Guerra Mundial. Su paleta se vuelve más sombría y su pincelada más espesa.
Durante 1930 transformará su estilo con formas más nítidas, pintando originales composiciones con desnudos femeninos, como Delphine et Hippolyte
Su correspondencia con sus amigos pintores es de gran interés para la historia del arte.
No debe confundirse con Émile Bénard